# 菲尔·乔丹
菲尔·乔丹（英語：Phil Jordon，1933年9月12日—1965年6月7日），美国NBA联盟前职业篮球运动员。